# Gaidiopsis crassirostris
Gaidiopsis crassirostris är en kräftdjursart som beskrevs av A. Scott 1909. Gaidiopsis crassirostris ingår i släktet Gaidiopsis och familjen Aetideidae. Inga underarter finns listade i Catalogue of Life.